# Physaria integrifolia
Physaria integrifolia là một loài thực vật có hoa trong họ Cải. Loài này được (Rollins) Lichvar miêu tả khoa học đầu tiên năm 1984.